# Till Death Us Do Part (película de 1992)
Till Death Us Do Part (titulado: Tu póliza de muerte en Argentina y Hasta que la muerte nos separe en España y México) es un telefilme franco-estadounidense de drama y crimen de 1992, dirigido por Yves Simoneau, escrito por Philip Rosenberg, está basado en el libro homónimo de Vincent Bugliosi y Ken Hurwitz, el cual trata sobre crímenes reales; musicalizado por George S. Clinton, en la fotografía estuvo Paul Onorato, los protagonistas son Treat Williams, Arliss Howard y Rebecca Jenkins, entre otros. Este largometraje fue producido por Gary Hoffman Productions, Saban International y Scherick Productions; se estrenó el 17 de febrero de 1992.

## Sinopsis
Trata acerca de un expolicía que engaña a unas cuantas mujeres, para luego matarlas y quedarse con los beneficios de los seguros de vida.